# Sebastia

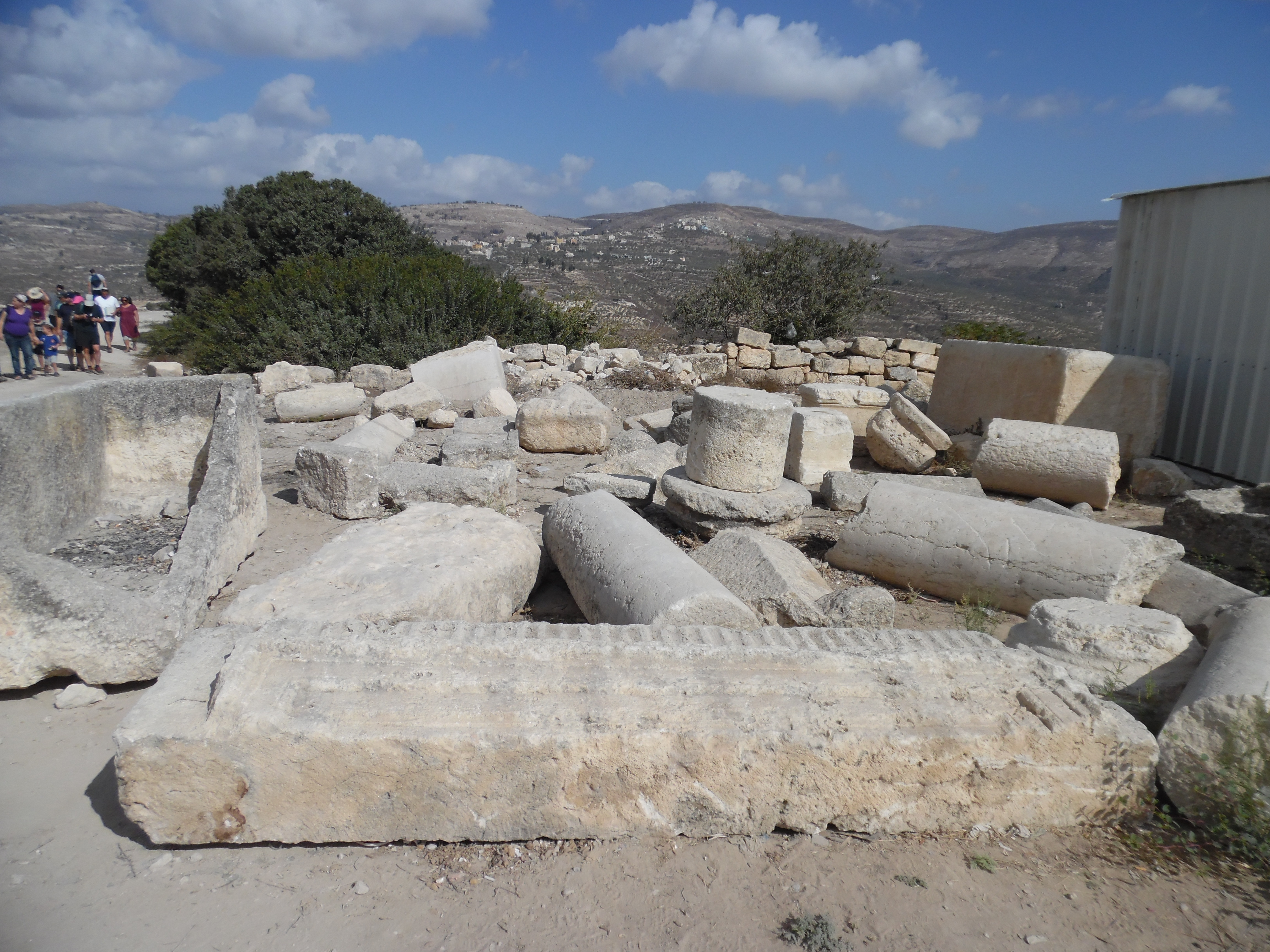
Ruinele Samariei antice, în Parcul Național Sebastia

Sebastia sau Sabastiye (în arabă:سبسطية, din greacă Σεβαστη, și latină Sebaste, în ebraică סבסטיה ) este un  orășel  arab palestinian, cu 2614 locuitori (în anul 2006) situat în guvernoratul Nablus din Cisiordania, pe teritoriul Autorității Naționale Palestiniene, la 12 km nord vest de orașul Nablus.
Suprafața totală a localității este de 481 hectare, area clădită întinzându-se pe 15 hectare. 42% din pământurile locuitorilor și zona siturilor arheologice sunt în aria C stabilită de acordurile de la Oslo dintre Israel și Organizația pentru Eliberarea Palestinei ca fiind sub control militar israelian. Localitatea propriu zisă se află în aria A controlată exclusiv de Autoritatea Palestiniană.
Din anul 1997 Sebastia a primit statutul de municipiu.

## Istoric
Numele localității păstrează numele greco-roman Sevaste sau Sebaste primit de orașul antic Samaria în timpul lui Irod cel Mare în onoarea lui Cezar August.   
Orășelul se află în apropierea sitului arheologic al orașului antic Samaria (Shomron), capitala regatului antic al Israelului în secolul al IX - al VIII-lea î.Hr. 
Sebastia și împrejurimile găzduiesc câteva situri arheologice însemnate.
Situl orașului antic Samaria-Sebaste se afla pe povârnișul estic al unui deal care se înalță deasupra părții zidite moderne a localității. Aici se găsesc ruine din mai multe culturi care s-au succedat vreme de 10,000 ani - între care, canaanită, israelită, elenistică, iudeeană herodiană, romană și bizantină
A fost cucerită în anul 634 de oastea califului arab Omar, sub comanda lui Amr Ibn al-As, care a cruțat locuitorii și bunurile lor în schimbul unui impozit de tip capitație. După mărturia lui Al Mukaddasi a făcut parte din provincia Djund Filistin.  
În vremea Regatului Ierusalimului înființat de cruciați Sebastia era sediul unui episcop catolic. Prin 1184  a fost recucerită de musulmanii sub conducerea lui Saladin (Salah ad Din). Cucerirea definitivă de către mameluci sub conducerea guvernatorului Damascului, Ladjin, a avut loc prin anul 1287.  Ea este menționată în scrierile geografului sirian Yaqut al Rumi (1179-1229) care scrie ca  „aici se află mormintele lui Zakariya și Yahya, fiul lui Zakariya, precum și ale multor alți proroci și sfinți.” 
Yahya este numele din Coran al lui Ioan Botezătorul, iar Zakariya este tatăl său, Zaharia.
În Sebastia din zilele noastre, lânga piața publică a localității, se află Moscheea Nabi Yahya, ridicată pe ruinele catedralei cruciate a Sfântului Ioan Botezătorul. Se mai găsesc în Sebastia și morminte romane și numeroase clădiri din perioada otomană .

## Demografie
În anul 1922 Sebastia avea o populație de 572 locuitori. În 1931 satul număra 751 locuitori. Populația a ajuns în 1945 la 1020, iar în 2007 la 2614 locuitori, marea majoritate arabi musulmani, precum și un mic număr de arabi creștini.

## Învățământul
Sebastia are trei școli:
o școală elementară, cu 280 elevi,  un liceu de băieți, cu 200 elevi, și un liceu de fete, cu 320 eleve.

## Obiective turistice
- Situl arheologic al orașului antic Samaria -Sebastia pe colină
- Orașul vechi Sebastia - Sabastiya:
  - Moscheea Nabi Yahya, fosta Catedrală a Sfântului Ioan Botezătorul - clădită în 1165 pe urmele unei bazilici bizantine, a fost la vremea respectivă una din cele mai mari și mai frumoase biserici cruciate din Țara Sfântă.

Cea mai mare parte a construcției este descoperită în aer liber, în timp ce o mică parte din aria posterioară a catedralei a devenit ulterior moschee, fiind resfințită de către Husam ad Din Muhammad, nepotul lui Salah ad Din, în anul 1187. 
Catedrala arăta pe vremuri ca o fortăreață. Unele detalii, ca de pildă capitelurile gotice în formă de frunze de acantă au fost extrase și duse în 1897 la Muzeul Arheologic din Istanbul. În incinta vechii catedrale se mai pot vedea câteva statui din vremea cruciaților.
În nava originală se află două structuri mai moderne, una din ele acoperind o criptă despre care tradiția zice că este mormântul lui Ioan Botezătorul.
- - Mormântul dom sau cu cupolă, se afla la sud de moschee. Pe fundul său se poate vedea nivelul unei străzi romane antice; conține un număr de morminte romane, inclusiv basorelieful înfățișând un leu. Există trepte care conduc la morminte.
  - centru comunitar, cu clădiri restaurate, probabil aparținând pe vremuri episcopului și canonicilor din vremea cruciaților,  și o curte interioară, în spatele moscheii

o cameră  cu pereții de sticlă și niște săli în piatră (dedesubtul unor camere hoteliere) prezintă exponate din recente excavații arheologice italiene, din vremea bizantină și cruciată, de exemplu capiteluri,bazoreliefuri 
- - brutărie sătească arabă, amenajată într-o clădire cubică văruită în alb la un capăt al pieții
  - complex hotelier  (Guesthouse)- în centrul orașului, amenajat în case restaurate, printre excavații arheologice

## Personalități
- Simon Magul sau Simon din Samaria
- Raed Saleh, om politic social-democrat german